# Kiscsősz
Kiscsősz är en ort (by) i provinsen Veszprém i västra Ungern. Orten har 110 invånare (2024), på en yta av 9,04 km². Den ligger cirka 23,5 kilometer nordväst om Ajka.